# Glenea albocingulata
Glenea albocingulata là một loài bọ cánh cứng trong họ Cerambycidae.